# Xã Salem, Quận Franklin, Nebraska
Xã Salem (tiếng Anh: Salem Township) là một xã thuộc quận Franklin, tiểu bang Nebraska, Hoa Kỳ. Năm 2010, dân số của xã này là 478 người.